# كاي سيغبان
كاي سيغبان  (بالسويدية:Kai Manne Börje Siegbahn) هو فيزيائي سويدي حصل على جائزة نوبل للفيزياء عام 1981 عن «ابتكاره طريقة جديدة لاختبار تركيب ونقاوة المواد بواسطة الإلكترونات». اشترك معه في الجائزة العالمان نيكولاس بلومبرجن وآرثر شاولو. ولد كاي سيجبان في 20 أبريل 1918 بمدينة لوند بالسويد، وتوفي في 20 يوليو 2007.

## روابط خارجية
- كاي سيغبان على موقع الموسوعة البريطانية (الإنجليزية)
- كاي سيغبان على موقع مونزينجر (الألمانية)
- كاي سيغبان على موقع إن إن دي بي (الإنجليزية)